# Jean Battista Fouque
Jean Battista Fouque (ur. 12 września 1851 w Marsylii, zm. 5 grudnia 1926 w Marsylii) – francuski kapłan, błogosławiony Kościoła katolickiego.

## Biografia
Jean Battista Fouque urodził się w 1851 roku jako dziecko Louisa Fouque i Adele Anne Remuzat. Został wyświęcony na kapłana w 1876. Działał charytatywnie na rzecz kobiet, a także przyczynił się do otwarcia szkoły z internatem. Również troszczył się o biednych. 
Zmarł 5 grudnia 1926. W 1933 jego ciało zostało przeniesione do szpitalnej kaplicy św. Józefa. W 2002 rozpoczął się jego proces beatyfikacyjny. 18 grudnia 2017 papież Franciszek podpisał dekret o jego cudzie. Jego beatyfikacja nastąpiła 30 września 2018.
W 2004 ukazała się o nim książka pt. l’abbé FOUQUE z autorstwa ojca Bernarda Ardury. 